# Grote Synagoge (Warschau)
De Grote Synagoge van Warschau (Pools: Wielka Synagoga) was een synagoge in de binnenstad van Warschau en een van de grootste gebouwen die in de 19e eeuw gebouwd werd in Polen. Ze werd gebouwd door architect Leandro Marconi in de stijl van het neoclassicisme, tussen 1875 en 1878.

## Geschiedenis
Tijdens de opening in 1878, op Rosj Hasjana (Joods Nieuwjaar), was zij de grootste synagoge ter wereld. Voor haar tijd was het een moderne synagoge voor de Joodse elite van Warschau. De viering waren in het Pools, niet in het Jiddisch. Verder beschikte de synagoge over een orgel dat bespeeld werd tijdens bruiloften.
De liturgie tijdens de diensten was wel orthodox. De synagoge werd gebouwd in de Tłomackiestraat (Ulica Tłomackie). Dit was het zuidoostelijke punt van het district, waarin de Joden zich van het Russische keizerrijk mochten vestigen in Warschau.
De synagoge werd op 16 mei 1943 persoonlijk opgeblazen door SS-Gruppenführer Jürgen Stroop. Dit was de laatste daad voor de vernietiging van het Joodse getto van Warschau door de Duitsers. Sinds de jaren 1980 staat op de plek van de voormalige synagoge een wolkenkrabber: de Blauwe wolkenkrabber (Pools: Błękitny Wieżowiec). Eerder stond zij bekend als de Gouden wolkenkrabber. 

## Afbeeldingen

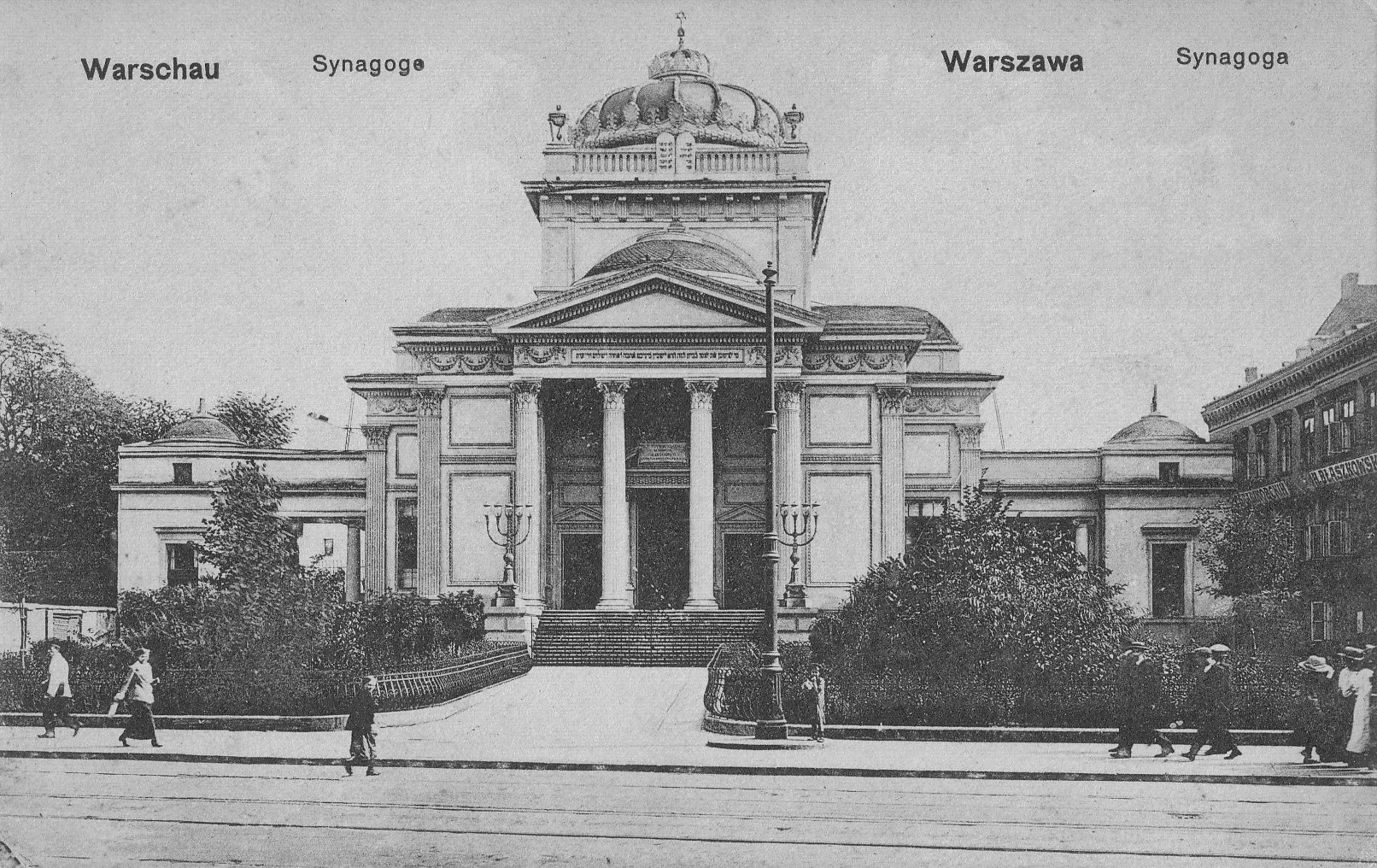
Foto van de Grote Synagoge van Warschau, ca. 1915
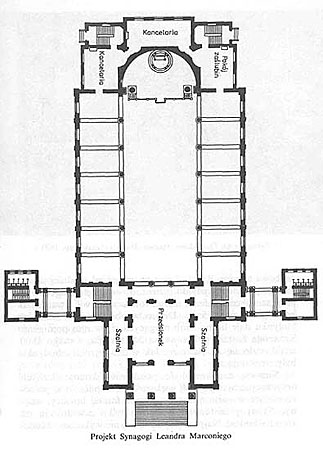
Plattegrond van Grote Synagoge van Warschau
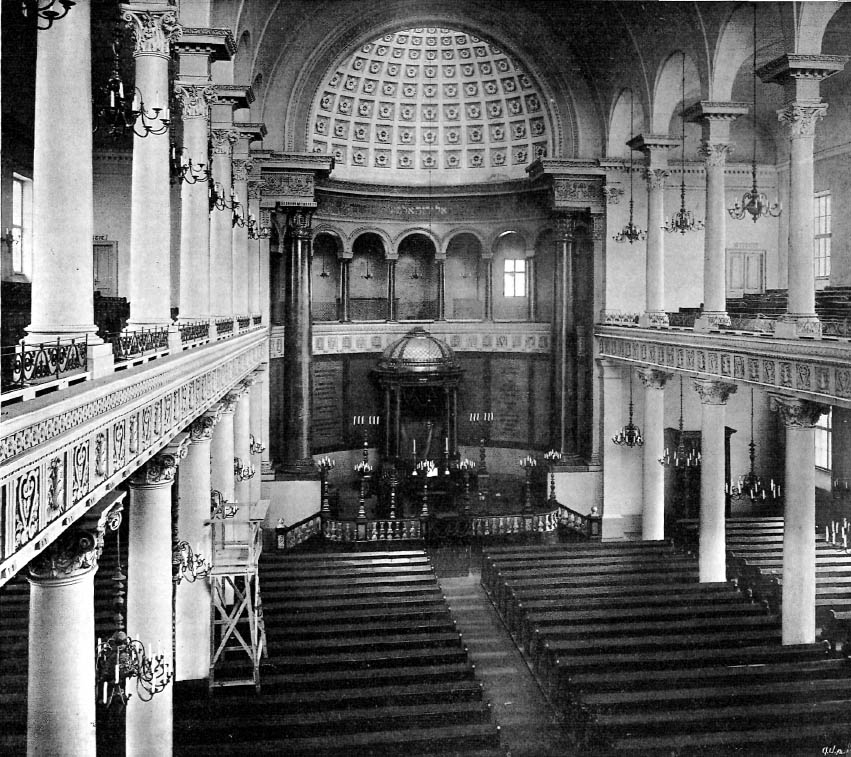
Interieur
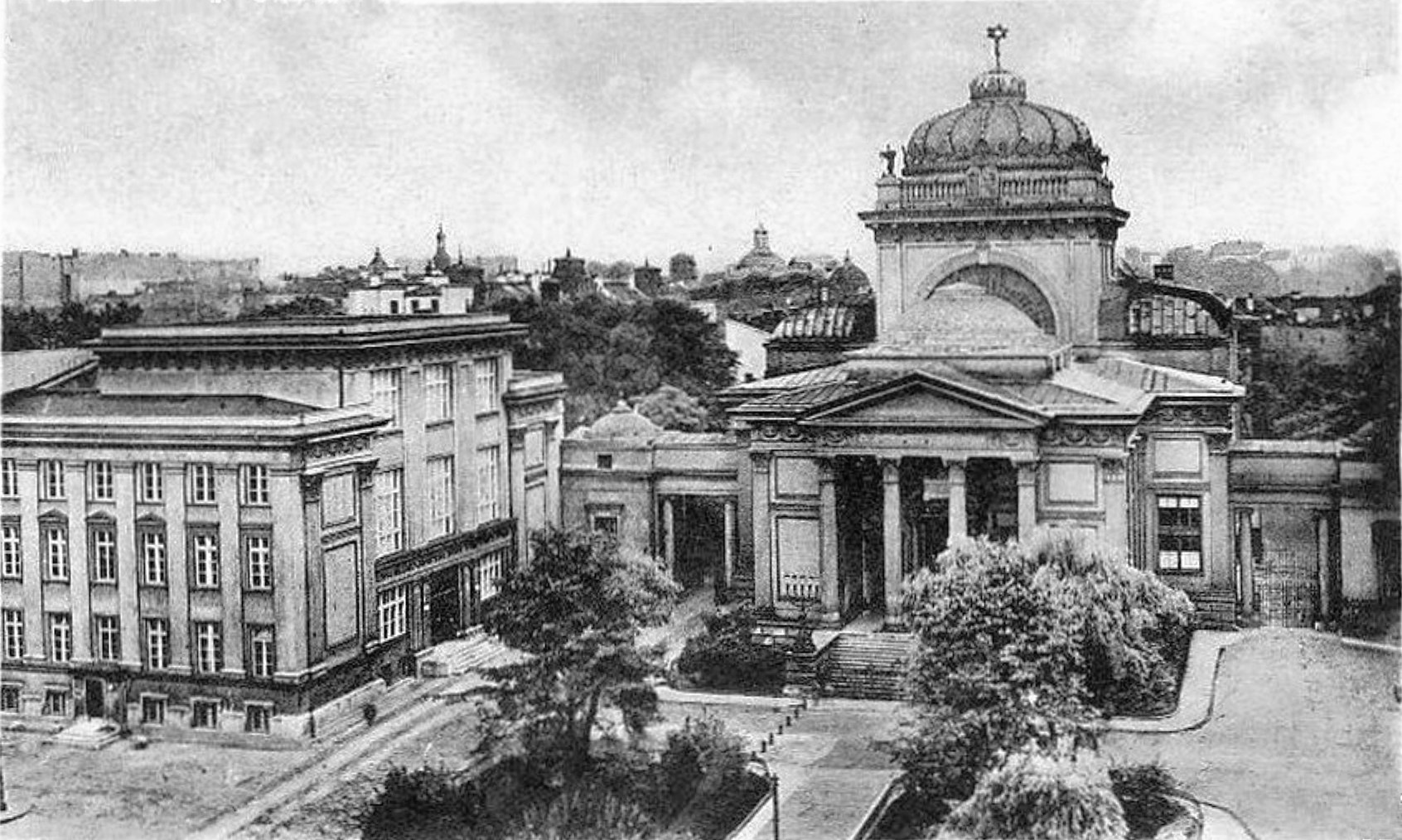
Blik op de Grote Synagoge van Warschau, vanuit de Tłomackiestraat
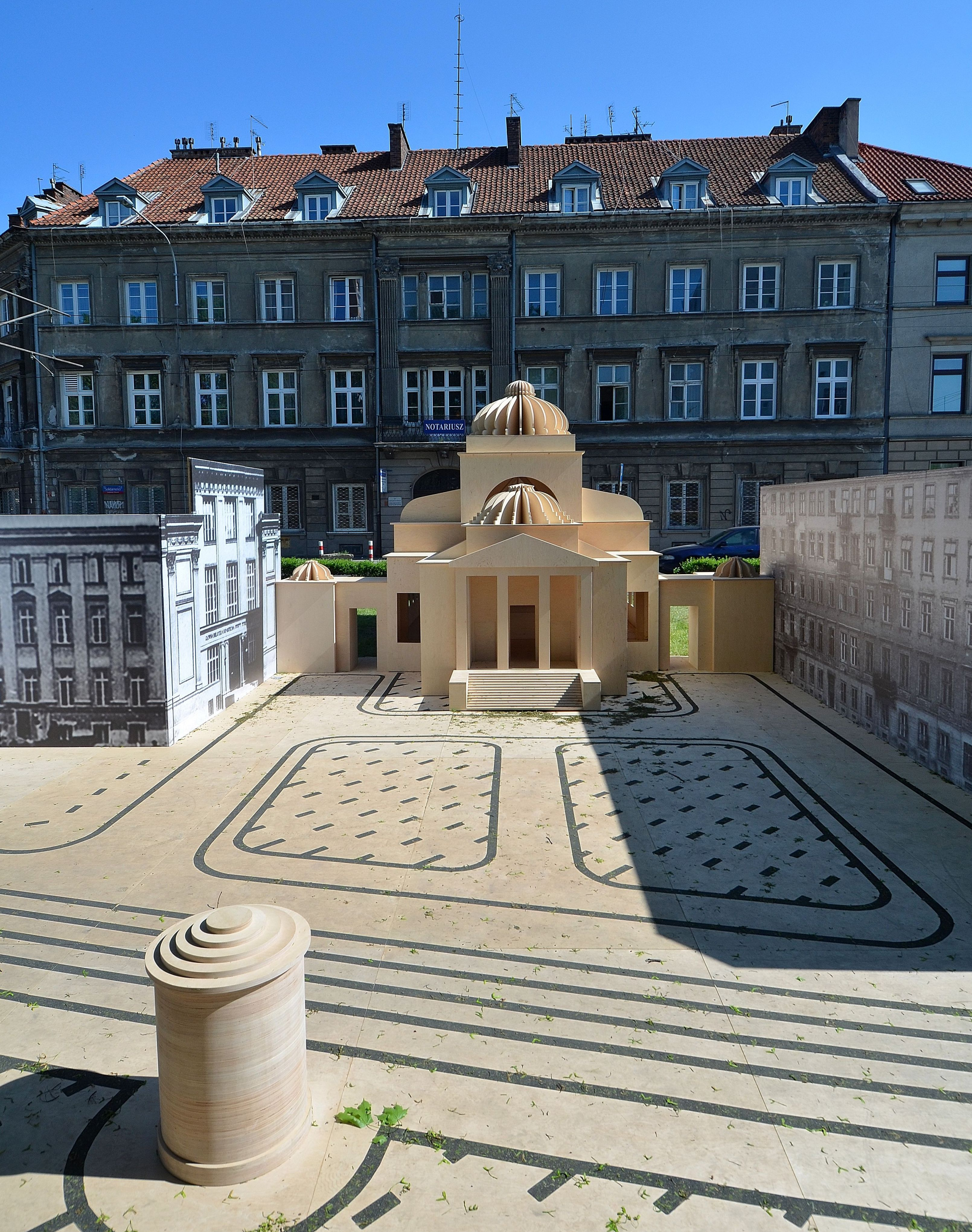
Replica van de Grote Synagogue van Warschau, tijdens de zeventigjarige herdenking van de vernietiging van de Getto van Warschau in 1943 (2013)
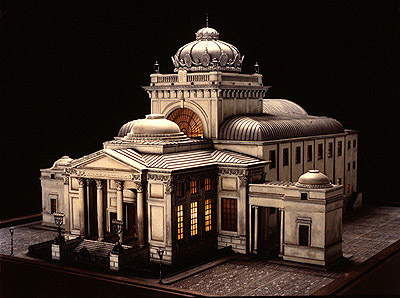
Model van de synagoge in Beth Hatefutsoth
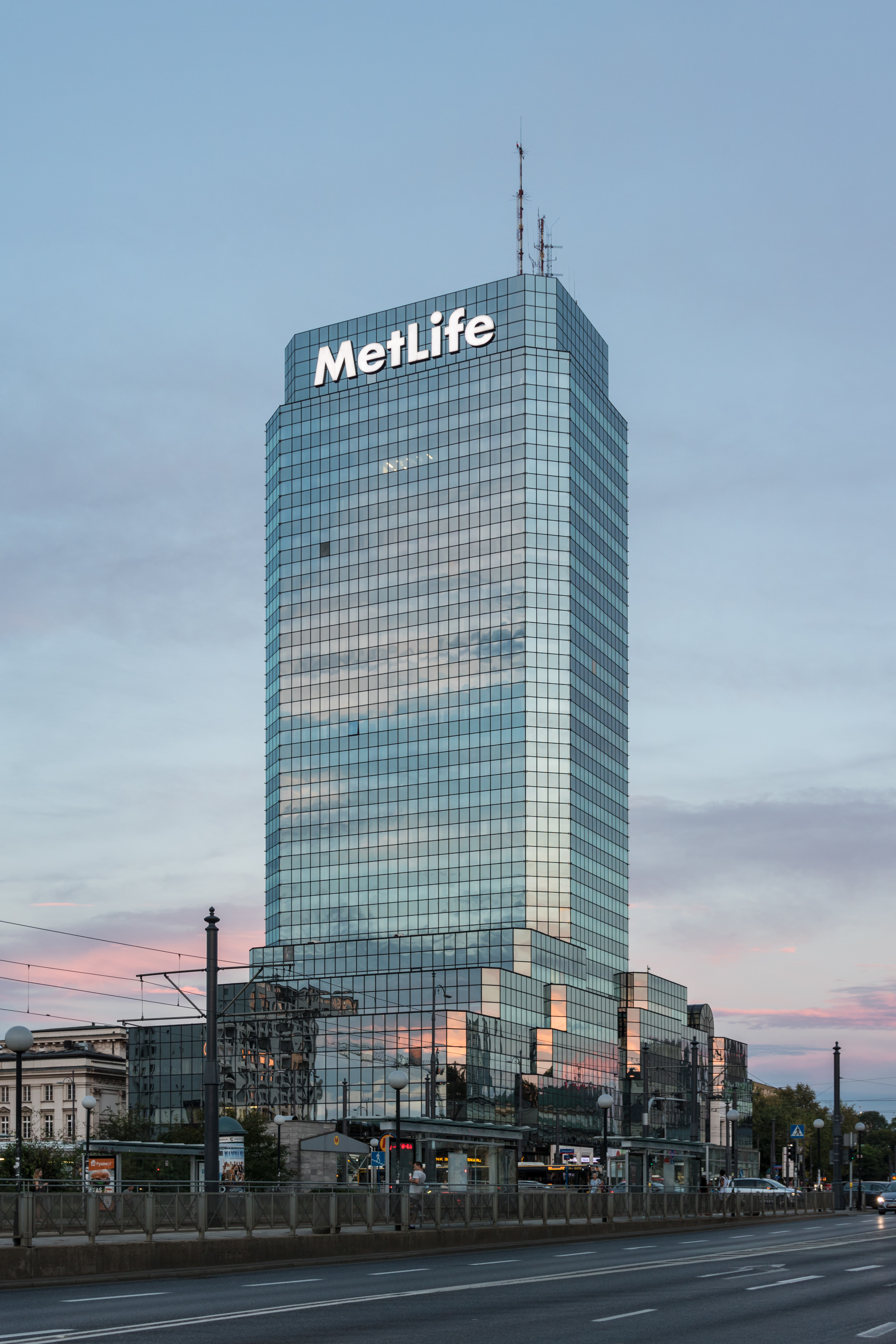
Voormalige plek van de Grote Synagoge van Warschau en de huidige plek van de Blauwe Wolkenkrabber